# Johann Heinrich Pertsch
Johann Heinrich Pertsch (auch Heinrich Pertsch; * 20. Dezember 1776 in Coburg; † 3. Oktober 1844 in Rodach) war ein deutscher Klassischer Philologe und lutherischer Geistlicher.

## Leben
Pertsch war der Sohn eines Landschaftskonsulenten. Er absolvierte das Gymnasium Casimirianum in Coburg. Anschließend studierte er von 1795 bis 1798 an den Universitäten von Jena und Göttingen Theologie. Er bereitete sich anschließend auf eine Tätigkeit als Geistlicher vor. Seine Promotion zum Dr. phil. erfolgte 1804 mit der Dissertation De Recta Methodo Historiae Catholicae In Gymnasiis Et Lyceis Docendae an der Universität Erlangen. Im November 1803 erhielt er eine Anstellung als Lehrer am Gymnasium seiner Heimatstadt. An der teilweise akademischen Einrichtung wurde ihm 1806 eine Stelle als außerordentlicher, 1808 eine Stelle als ordentlicher Professor der Geschichte, der morgenländischen und griechischen Sprache übertragen.
Pertsch wechselte schließlich doch in den geistlichen Stand. 1811 wurde er Pastor an der Coburger Heilig-Kreuz-Kirche und zudem Diaconus an der dortigen Morizkirche. Später übernahm er die Stelle als Superintendent und Oberpfarrer von Rodach. Dieses Amt übte er bis zu seinem Tod aus.
Der Geheime Finanzrat Erdmann Pertsch war sein Sohn.

## Werke (Auswahl)
- Disputatio Inauguralis De Recta Methodo Historiae Catholicae In Gymnasiis Et Lyceis Docendae, Hilpert, Erlangen 1804.
- Lehrbuch der Menschengeschichte für Gymnasien und Lyceen, Ahl, Coburg 1805.
- Neues allgemeines literarisch-artistisches Lexikon, 2 Bände, Sinner, Leipzig 1807.
- Grundriß der römischen Alterthumskunde, Ahl, Coburg 1808.